# Палаццо Дель Драго
Палаццо Дель Драго, Палаццо Криспо (итал. Palazzo del Drago, Palazzo Crispo) — палаццо (дворец) XVI века, возвышающийся в самом центре старой Больсены (Лацио), к северу от Рима.

## История
Палаццо дель Драго (первоначально палаццо Криспо) строился в течение примерно двадцати лет, с 1530 по 1550 год, по желанию кардинала Тиберио Криспо (1498—1566), сына Джованни Баттиста Криспо и Сильвии Руффини, знаменитой любовницы кардинала Алессандро Фарнезе. Тиберио Криспо был губернатором Больсены, близким другом семьи Фарнезе и папы римского Павла III (Алессандро Фарнезе).
Родственные и деловые связи позволили Тиберио Криспо использовать для строительства своего дома лучших художников и архитекторов того времени. Над архитектурным проектом работали Симоне Моска и Раффаэлло да Монтелупо, а Просперо Фонтана украсил потолки фресками, представляющими историю Александра Македонского, миф об Амуре и Психее, гротески и сцены из истории Рима.
К Просперо Фонтана присоединились другие художники-маньеристы римской школы, а монохромные фрески в прекрасном Зале Джудизи вдохновлены Пеллегрино Тибальди и Перино дель Вага.
В честь папы Павла III, который часто посещал дворец, была построена Лоджия Паолина, которая до сих пор сохраняет деревянный потолок с папской буллой и гербом Фарнезе.
Среди других великих личностей, которые жили или останавливались во дворце, были Маргарита Австрийская, Орацио Спада.
Спустя годы после смерти Криспо дворец перешёл в собственность семей Коцца и Капосави. В середине XVII века здание было приобретено семьёй Спада, которая владела им 224 года. В 1894 году дворец перешёл к князьям Драго (Principi del Drago), которым он принадлежит по настоящее время. Палаццо был повреждён во время Второй мировой войны, и в 1960-х и 1970-х годах по приказу принца Джованни дель Драго были проведены капитальные реставрационные и ремонтные работы.
Ныне дворец является частной резиденцией принца Фердинандо Фиески Раваскьери дель Драго. В здании имеется четыре больших «фресковых зала», лоджии с видом на озеро, дворцовая капелла, сады и террасы. «Благородный этаж» (piano nobile) проходит через череду залов, украшенных фресками, и выходит на большую террасу, с которой открывается панорама Больсенского озера.